# Thea Schleusner
Thea Schleusner, född 30 april 1879 i Wittenberg, Tyskland, död 14 januari 1964 i Berlin, var en tysk författare, målare och grafiker.
Schleusner studerade vid Académie Colarossi och Académie Carrière i Paris samt för Franz Scarbina, Reinhold Lepsius och Curt Stoeving i Berlin. Separat ställde hon ut på bland annat Gummesons konsthall i Stockholm 1920. Hon var huvudsakligen verksam som porträttmålare i Berlin men vistades långa perioder för att måla annat i bland annat Italien, Indien och Sverige men huvudparten av hennes produktion förstördes under andra världskriget. 
Hennes konst består av mytologiska figurkompositioner, porträtt, stadsbilder och landskap utförda i olja, akvarell, tempera, träsnitt och glasmålningar. Schleusner finns representerad med ett självporträtt i Berlin stads samling.